# کریستین اسپینوزا
کریستین اسپینوزا (انگلیسی: Cristian Espinoza؛ زادهٔ ۳ آوریل ۱۹۹۵) بازیکن فوتبال اهل آرژانتین است.
از باشگاه‌هایی که در آن بازی کرده‌است می‌توان به باشگاه فوتبال دپورتیوو آلاوس، باشگاه فوتبال بوکا جونیورز، باشگاه فوتبال ویارئال، باشگاه فوتبال رئال وایادولید، و باشگاه فوتبال اتلتیکو هوراکان اشاره کرد.
وی همچنین در تیم ملی فوتبال زیر ۲۰ سال آرژانتین بازی کرده‌است.